# Pródromos Nikolaïdis
Pour les articles homonymes, voir Nikolaïdis.
Pródromos Nikolaḯdis ou Pródromos Nikolaïdis (en grec moderne : Πρόδρομος Νικολαΐδης), né le 13 juin 1978, à Kavala, en Grèce, est un ancien joueur greco-chypriote de basket-ball. Il évoluait aux postes d'arrière et d'ailier.

## Palmarès
- EuroCup Challenge 2003
- Coupe Saporta 2001
- Vainqueur du 3 Point Shootout du All-Star Game grec 2008
- All Star du championnat grec 2010, 2011